# Liste der Universitäten in Katar
Dies ist eine Liste der Universitäten und Hochschulen in Katar.

## Staatliche und private Hochschulen
- University of Doha for Science & Technology[1]
- Community College of Qatar[2]
- Doha Institute for Graduate Studies[3]
- Lusail University[4]
- Qatar Aeronautical College[5]
- Qatar University[6]
- Hamad Bin Khalifa University[7]
- University Foundation College[8]

## Ausländische Hochschulen mit Sitz/Niederlassung in Katar
- OUC with Liverpool John Moores University[9]
- University of Aberdeen[10]
- University of Calgary
- University of the North Atlantic
- Northumbria University[11]
- Academic Bridge Programme[12]
- Carnegie Mellon University in Qatar
- Georgetown University School of Foreign Service in Qatar
- HEC Paris in Qatar
- Northwestern University in Qatar
- Stenden University Qatar[13]
- Syscoms Institute[14]
- Texas A&M University at Qatar
- Virginia Commonwealth University in Qatar[15]
- Weill Cornell Medical College in Qatar[16]
- City University College[17]
- German University Qatar[18]
- University College London Qatar (UCL Qatar)[19]